# Kommiss

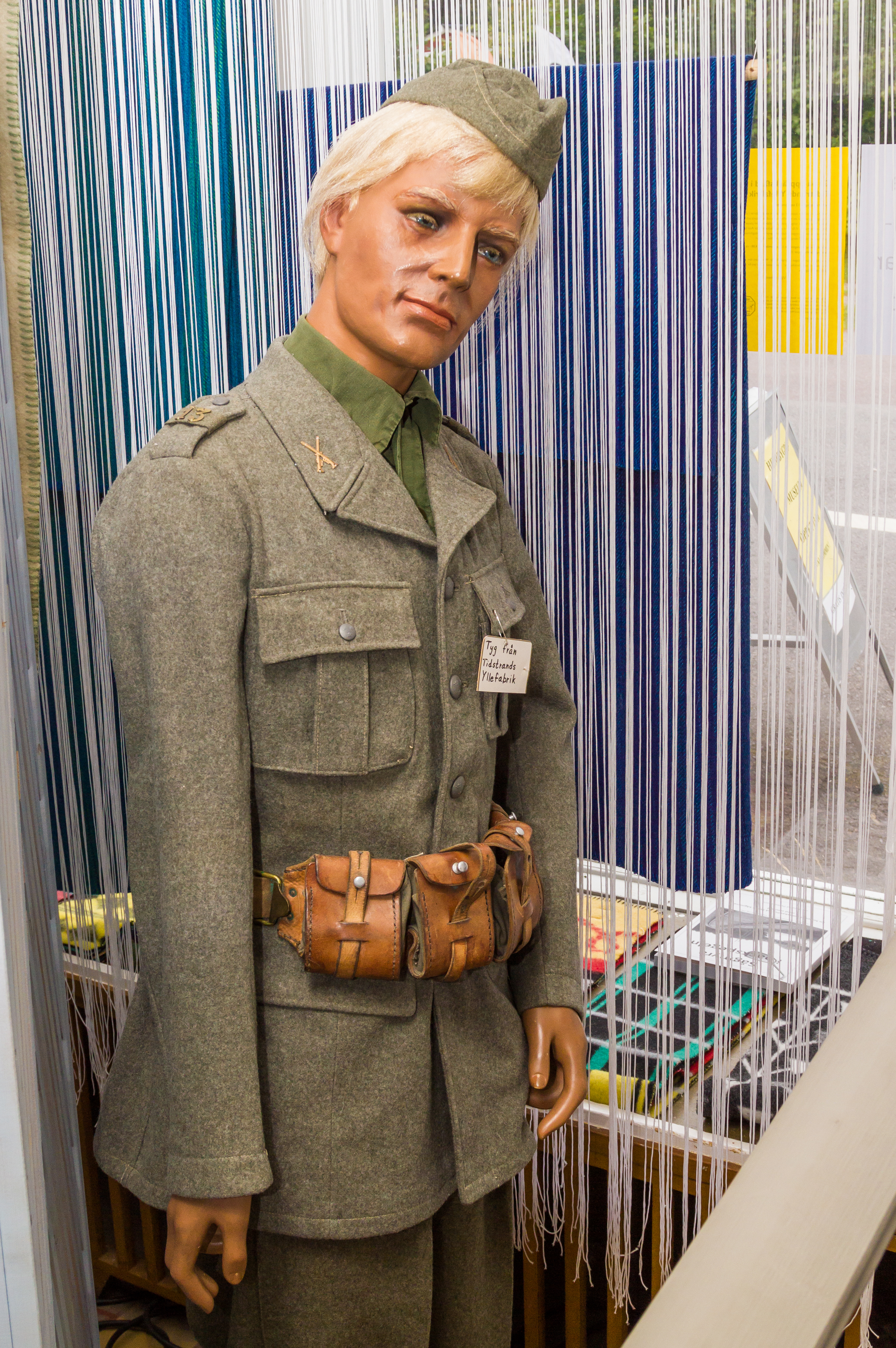
Komiss i ylle från Tidstrands yllefabriker på Sågmyra hembygdsmuseum.

Kommiss (latin commissum, anförtrott) har använts i sammansättning om saker, som i stort tillverkats för Kronans räkning och lämnats i kommission åt leverantörer, till exempel kommissbröd, kommisspersedlar. Kommiss har senare använts som benämning på grovt, tjockt och billigt uniformstyg − kommisskläde.
Kommisspersedlar var de uniformsplagg som delades ut till krigsmaktens värnpliktiga. Ordet har tyskt ursprung med innebörden ”enkel kostym”, ”åt soldater utdelade varor”. Färgen var grå för armén och blå för marinen och flygvapnet. Det kunde röra sig om till exempel kommisstrumpor, kommisskor eller kommisshatt. Ordet kommiss användes även för kommissvärjor.
Begreppet "kommiss" har inte bara använts om uniformer och materiel utan även om själva tjänstgöringen. Synonymer för militärtjänst är värnplikt, lumpen och kommiss och uttrycket ”i kommissen”, lika med ”i militärtjänsten”, förekommer. Med tiden har dock ordet kommissen blivit omodernt och ersatts av lumpen. 
Det är oklart när begreppet upphört att användas och när det introducerades.